# Parvovirus B19
Parvovirusul B19 (B19V) este un virus descoperit în 1974 în cursul evaluarii testelor pentru antigenul de suprafață al virusului hepatitei B (AgHBs) folosind baterii de probe de ser. Infecția este frecventă în copilărie, provocând eritemul infecțios.